# Filipe II da Macedónia
Filipe II da Macedônia (português brasileiro) ou Macedónia (português europeu) (em grego: Φίλιππος Β΄, Pela, 382 a.C. – 336 a.C.) foi rei da Macedônia de 359 a 336 a.C.
A Macedônia era rica em ouro e financiadora de um exército forte e efetivo, cuja eficácia se deveu muito aos esforços pessoais de Filipe. Era uma barreira entre a Grécia e o mundo bárbaro, mas os conflitos da Tessália e a intervenção de Tebas a introduziram no quadro grego.
Filipe, filho de Amintas III, começou a governar a Macedônia em uma época em que o país estava dominado pelos ilírios, e libertou o reino pela força das armas e por sua habilidade como comandante militar; mas foi mostrando-se moderado em relação aos derrotados que ele se tornou o maior poder na Europa. Aqueles que haviam lutado contra ele pela liderança, por causa da sua clemência, entregaram-lhe a autoridade sobre a Grécia; mas ele também sabia usar o medo como instrumento de dominação, como quando ele arrasou uma cidade populosa, Olinto.

## Família
Seu pai foi Amintas III, rei da Macedônia. Sua mãe foi Eurídice, ela era neta de Arrabeu, rei de Lincéstida e da família dos baquíadas.

## Antes do reinado
Em 367 a.C., Tebas impusera a paz na Tessália, e o general tebano Pelópidas tomou como refém o príncipe Filipe, futuro rei, irmão caçula do rei Pérdicas. Filipe estudou as táticas de Ifícrates e Epaminondas, assim como as inovações e estratégias militares tebanas (a falange). Regressou à Macedônia em 360 a.C., tendo estudado os métodos militares gregos. Decidiu que a resposta à tática hoplita seria uma nova formação: a falange de dez fileiras de infantaria armadas com lanças, duas vezes mais longas do que as lanças comuns. Os homens que as carregavam ficavam mais distantes do que os hoplitas, de modo que as lanças da retaguarda se projetavam entre as das primeiras fileiras. O resultado era uma disposição de pontas em forma de ouriço, uma arma formidável. Para apoiar a retaguarda havia uma cavalaria com armaduras, cercada por uma fileira de armas pesadas, como catapultas.

## Filipe assume o poder
Filipe assumiu o controle em 359 a.C., não como rei, mas como guardião de seu sobrinho, Amintas IV, um jovem menino. Seu país estava à beira do colapso, tendo perdido quatro mil homens em batalha, enquanto as forças vitoriosas de Bardílis ocupavam cidades na Pelagônia e Linco e ameaçavam invadir a própria Macedônia em 358 a.C.. Filipe empenhou-se em seu exército, reunindo assembleia após assembleia, rearmando e treinando sua infantaria e inspirando-os com seu próprio espírito indômito. Na primavera de 358 a.C., ele convenceu a assembleia dos homens do rei de que deveriam tomar a ofensiva. Em uma batalha decisiva, com números quase iguais, ele infligiu uma derrota danosa sobre Bardílis, estabeleceu a margem leste do lago Líctinis (Ócrida) como sua fronteira e confirmou o tratado de paz com Bardílis casando com sua filha, Audata. Sua vitória libertou a Pelagônia, Linco e os outros estados tribais da Macedônia ocidental, chamada então "Macedônia superior", da invasão e ocupação dos dardânios. Convidou então os povos desses estados a abolir suas monarquias e entrar para o reino macedônico com direitos iguais aos dos macedônicos. O convite foi aceito e Filipe mostrou seu respeito por seus novos súditos casando-se com Fila, membro da família real Elimeota.
Por meio desse ato, que Filipe deve ter realizado com o acordo da assembleia dos macedônicos, ele dobrou os recursos e a força humana do reino. Era importante subir o padrão da vida na Macedônia superior para igualá-lo ao da Macedônia inferior e, com esse intuito, ele fundou ali novas cidades, nas quais os jovens recebiam treinamento educacional e militar. Conforme se graduavam, ele recrutava os melhores para o exército do rei e para tornar-se membros da assembleia como "macedônicos". Suas inovações foram tão bem-sucedidas que o número de seus cavalarianos acompanhantes passou de 600, em 358 a.C., para 2.800 em 336 a.C., e o número de acompanhantes de infantaria passou de 10 mil em 358 a.C. para 27 mil em 336 a.C.. Alexandre herdaria o mais formidável exército da Europa.

## A expansão do reino
Com uma combinação de habilidade diplomática e oportunismo militar, Filipe derrotou as tribos ilírias além de sua fronteira ocidental, forçou os peônios a se tornarem seus súditos, ganhou a posse das colônias gregas em sua costa, defendeu Anfípolis contra os atenienses e Crenides — que recebeu o nome de Filipos —, contra os trácios, avançando sua fronteira oriental até o rio Nesto (Mesta), tudo isso até 354 a.C.. Teve sorte por Atenas estar distraída com a guerra contra seus estados súditos (357 a.C.-355 a.C.) e Tebas pela guerra contra a Fócida, que se tornaria a Guerra Sagrada (355 a.C.-346 a.C.); e conseguiu fazer um tratado de aliança com sua poderosa vizinha, a Liga Calcídica de cidades-Estados, com a condição de que nenhuma das partes iniciaria negociações separadas com Atenas. Durante esses anos acidentados, ele confirmou uma aliança com a casa governante de Lárissa na Tessália, casando-se com uma dama dessa casa,Filina, e uma aliança com a casa real molossiana casando-se com Olímpia em 357 a.C. Nesse ano de 357 a.C., foi eleito rei no lugar de Amintas IV.
A Guerra Sagrada foi declarada por uma maioria de membros da Liga Anfictiônica, cujo conselho ditava regras de conduta em assuntos religiosos e outros e, em particular, administrava o templo de Apolo em Delfos. Essa maioria era formada pelos povos da Tessália, Grécia Central e Beócia; mas a minoria incluía Atenas, Esparta, Acaia e, mais tarde, Feras, na Tessália, que fizeram, todas, aliança com a Fócida. Outros estados mostraram simpatia por um lado ou por outro. Os ocupantes fócios de Delfos sobreviveram com a pilhagem dos tesouros e a contratação de soldados mercenários. Em 353 a.C., um líder capaz, Onomarco, iniciou uma ofensiva contra Tebas e enviou sete mil mercenários para apoiar Feras contra os outros tessalianos. Era a oportunidade que Filipe esperava, pois os tessalianos pediram-lhe ajuda e o capacitaram a conseguir a vitória. Mas Onomarco veio pelo norte e infligiu duas derrotas a Filipe.
Ele afastou-se, como conta, "como um carneiro, apenas para chifrar mais forte". Em 352 a.C., Filipe e seus aliados tessalianos conseguiram uma vitória decisiva sobre o exército de Onomarco, com 500 cavaleiros e 20 mil soldados de infantaria, para o espanto das cidades-Estado. Filipe atribuía a sua vitória a Apolo, pois seus soldados foram à batalha usando a coroa de louros associada ao deus. Por sua ordem, três mil prisioneiros foram afogados, acusados de sacrilégio. Ele também patrocinou a causa da liberdade e do federalismo contra os ditadores de Feras, que expulsou junto com seus mercenários. Sua recompensa foi a eleição como presidente da Liga Tessaliana, que colocou suas forças e seus rendimentos à disposição dele. Nesse momento, ele se casou com Nicesípolis, membro da família mais importante de Feras.
Seu maior medo era uma coalizão de Atenas e da Liga Calcídica, pois a frota ateniense poderia bloquear a sua costa e os exércitos dos dois Estados poderiam invadir a planície costeira da Macedônia. Em 349 a.C., quando a Liga Calcídica violou seu tratado e formou uma aliança com Atenas, Filipe invadiu a península Calcídica e, apesar dos esforços de Atenas, capturou Olinto, a capital da liga, em 348 a.C.. Ele considerava os olintianos responsáveis por quebrar os juramentos religiosos que os uniram no tratado. Arrasou a cidade e vendeu a população como escravos. Destruiu duas outras cidades-Estados (Apolônia e Estagira) e incorporou os povos da península Calcídica — tanto calcídicos quanto botienses — ao reino macedônico.
Nesse meio tempo, os fócios estavam ficando sem recursos e sem soldados mercenários; os tebanos haviam sido reduzidos a uma condição de fraqueza. Enviados da maioria das cidades-Estado correram para Pela, esperando atrair Filipe para o lado deles em 346 a.C.. Nessa época, Alexandre, o Grande, com cerca de 10 anos, deve ter observado com interesse o seu pai escolher palavras graciosas para responder a todos sem se comprometer com nenhum. Quando os enviados voltavam para seus respectivos estados, o exército macedônico atingia as Termópilas, onde o líder fócio e seus 8 mil mercenários aceitaram os termos oferecidos por Filipe: entregar suas armas e cavalos e ir para onde quisessem. O povo fócio estava agora sem defesa. Eles "se puseram nas mãos de Filipe… e reuniram-se em conselho com representantes dos beócios e dos tessalianos". Ele já havia feito paz e aliança com Atenas e convidara esta cidade a enviar representantes para esse conselho. O convite foi recusado por conselhos de Hegesipo e Demóstenes.
Filipe agira como o campeão de Apolo. Para ele, tratava-se de convicção religiosa. Portanto, ele confiou o acordo ao conselho da Liga Anfíctiônica, na qual seus aliados da Tessália e da Grécia Central tinham a maioria dos votos e eles, sem dúvida, ouviram seus conselhos. Os termos para os fócios foram brandos para os padrões gregos (um dos estados gregos propôs a execução de todos os homens): desarmamento, divisão em aldeias de colonização, pagamento de uma indenização a Apolo e a expulsão da Anfictiônia. Em seu lugar, os macedônicos foram eleitos membros. Os dois votos da Fócida no conselho foram transferidos para o Estado Macedônico. Por sugestão de Filipe, o conselho "publicou regulamentos para a custódia do oráculo e para tudo o mais relativo à prática religiosa, à paz comum e à concórdia entre os gregos". Dentro da Beócia, Tebas tinha carta branca: ela destruiu três cidades que haviam sido forçadas a se submeter aos fócios e vendeu a população delas como escravos. Ela teria preferido tratar a Fócida da mesma maneira.

## A guerra contra Atenas

Extensão do território macedônio sob Filipe II

O objetivo de Filipe era promover a concórdia das cidades-Estado e estabelecer um tratado da paz comum, do qual a Macedônia e elas seriam membros. Isso estava de acordo com o espírito das propostas feitas por Xenofonte e Isócrates em 356 a.C. - 355 a.C. e coincidia com o teor de um panfleto político, intitulado Filipe, publicado por Isócrates em 346, logo antes da capitulação de Fócida. Ele aconselhou Filipe, como regente do mais forte estado da Europa, a promover a concórdia nas cidades-Estado, liderá-las contra a Pérsia, libertar os gregos na Ásia e encontrar ali novas cidades para absorver a população excessiva da Grécia. O preço da concórdia era a aceitação do status quo e a renúncia a qualquer política intervencionista. Apesar das ofertas de Filipe para estabelecer uma paz comum, Atenas, Esparta e Tebas traçaram os próprios rumos em nome da "Liberdade"; Filipe percebeu, em 341 a.C., que teria de usar a força, mais do que seu poder de persuasão, se quisesse exercer o controle.
Atenas dependia, para seu suprimento de alimentos, da importação de grãos do sul da Rússia, que tinham de passar pelo Bósforo e pelo Helesponto. Do lado europeu, Bizâncio era capaz de cobrar "benevolências" pelo embarque no Bósforo e Atenas, por suas colônias no Quersoneso (a península de Galípoli), podia fazer o mesmo no Helesponto. O lado asiático pertencia à Pérsia, que havia derrubado uma série de revoltas na costa do Mediterrâneo e agora podia reunir uma grande frota. Filipe aproximou-se dessa área sensível após uma conquista das tribos da Trácia oriental. Foi durante a campanha da Trácia, em 340 a.C., que Filipe nomeou Alexandre, então com 16 anos, como seu representante na Macedônia. Dali em diante, Alexandre estava perfeitamente ciente dos planos de Filipe.
Os acontecimentos deram-se rapidamente. Filipe sitiou Perinto e Bizâncio, enquanto Atenas declarava guerra. Ele foi rechaçado pela Pérsia e Atenas agindo em conluio. Chamou Alexandre para juntar-se a ele, invadiu a Dobruja, derrotou ali um rei cita e estendeu seu controle da Trácia oriental até o Danúbio. Durante sua volta à Macedônia, no verão de 339 a.C., teve de abrir caminho através da terra dos tribalos, uma poderosa tribo que capturou uma parte de seu butim. Na Grécia, começara outra guerra sagrada e o comando das forças anfictiônicas foi oferecido e aceito por Filipe no outono. O estado sacrílego que precisava disciplinar era Anfissa. Ele guiou seu exército e suas tropas macedônicas, a partir de alguns estados anfictiônicos, não em direção a Anfissa, mas através da Fócida até a fronteira da Beócia, para ameaçar Tebas que, embora fosse sua "amiga e aliada", vinha se comportando de maneira hostil, e para agir contra Atenas, com a qual ainda estava em guerra. Os enviados que mandou a Tebas foram sobrepujados pelos enviados de Atenas. Violando seu tratado, Tebas uniu-se a Atenas e ficou do lado de Anfissa. Filipe tentou mais de uma vez negociar termos de paz, mas em vão.
A batalha decisiva foi travada em Queronéia, na Beócia, em agosto de 338 a.C. As tropas da Beócia, Atenas, Mégara, Corinto e Acaia somavam cerca de 35 mil homens; as da Macedônia e suas aliadas, um pouco menos.
Alexandre, no comando da cavalaria acompanhante, armou sua tenda ao lado do rio Cefisso. Quando as táticas de seu pai abriram uma brecha na falange oposta, Alexandre atacou por essa brecha e liderou o ataque sobre o Batalhão Sagrado de 300 tebanos. A vitória macedônica foi total. Tebas foi tratada com severidade, como violadora de juramento. Atenas foi tratada com generosidade. Alexandre encabeçou uma guarda de honra que levou as cinzas dos atenienses mortos a Atenas — um tributo único para um inimigo derrotado — [carece de fontes?] e os mais de dois mil prisioneiros atenienses foram libertados sem resgate. Conforme Filipe avançava pelo Peloponeso, seus inimigos rendiam-se e seus aliados regozijavam-se. Apenas Esparta era hostil. Ele devastou o território dela e deu algumas regiões fronteiriças a seus aliados, mas não atacou a cidade. Durante seu retorno para o norte, deixou guarnições em Acrocorinto, Tebas e Ambrácia. Nesse meio tempo, o conselho da Liga Anfictiônica reduziu as restrições sobre os fócios, fez com que os anfisseanos vivessem em aldeias e aprovou os atos de Filipe.

## Declaração de guerra à Pérsia
O futuro das cidades-Estado estava nas mãos de Filipe. Ele decidiu criar a "Comunidade Grega" (to koinon ton Hellenon), na qual os estados jurariam manter a paz entre si, manter as constituições existentes, permitir mudanças apenas por métodos constitucionais e unir-se na ação contra qualquer violador da "paz comum", fosse interno ou externo. Sua proposta, feita no outono de 338 a.C., foi aceita pelos estados na primavera de 337 a.C. e um "Conselho Comum" foi estabelecido, cujos membros representavam um ou mais estados na proporção de sua força militar e naval. O conselho era um corpo soberano: suas decisões eram enviadas aos Estados para a implementação, não para discussão. As forças militares e as forças navais à disposição do Conselho Comum eram definidas: as primeiras elevavam-se a 15 mil cavaleiros e 200 mil soldados de infantaria, e o número de navios de guerra, que não está indicado em nossas fontes, seria mais tarde de 160 trirremes, tripulados por cerca de 30 mil homens. Assim, a Comunidade Grega sobrepujou em muito o Estado Macedônico no tamanho das forças que podia empregar. O Conselho tinha poderes disciplinares, judiciais e financeiros e era soberano sobre os estados membros.
O passo seguinte foi a criação de uma aliança ofensiva e defensiva entre a comunidade grega e o Estado macedônico para todos os tempos. Como a Macedônia já estava em guerra com a Pérsia, o conselho declarou guerra à Pérsia no final de 337 a.C. e elegeu Filipe como comandante das forças unidas. Dentro da comunidade, seu título era "Hegemon" e os poderes de seu ofício eram cuidadosamente definidos.
Na primavera de 336 a.C., a vanguarda das forças unidas partiu para a Ásia sob o comando de três generais macedônicos indicados por Filipe. Fizeram-se arranjos para que as forças estipuladas da coalizão seguissem no outono, tendo Filipe como comandante-geral.
O gênio da iniciativa política de Filipe, seu poder de persuasão e liderança efetiva são óbvios. Ele fez com que nascesse a combinação de um Estado Grego recém-criado, auto-sustentado e autogovernado, e o Estado macedônico, que era inigualado em poder militar. Se essa combinação tivesse sucesso em libertar as cidades gregas na Ásia e conquistar território extenso, seria uma cura para muitos dos problemas do mundo grego. Teopompo, crítico de Filipe sob muitos aspectos, deu à sua história o título de Philippica "porque a Europa nunca produziu um homem semelhante a Filipe, filho de Amintas".
Alexandre, que atingira a maioridade um pouco antes de seu comando na Batalha de Queroneia, estava plenamente consciente dos planos de Filipe e da oposição a eles; tinha a confiança de seu pai, sendo seu provável sucessor. O objetivo de Filipe na Ásia foi revelado quando ele perguntou à sacerdotisa Pítia, em Delfos, se "conquistaria o rei dos persas", enquanto a Comunidade Grega pretendia libertar os gregos na Ásia e punir a Pérsia pelos erros do passado, Filipe tinha a intenção de levar a guerra até sua conclusão lógica, a derrota da Pérsia. Dentro da Macedônia, sem dúvida havia alguma dissensão, em consequência não apenas da tensão de ter guerra sobre guerra, mas também do medo de derrota no além-mar e de levantes na Europa. Não era segredo que muitos políticos nas cidades-Estado se opunham ao próprio conceito de uma comunidade grega, que era, a seus olhos, uma violação da independência da cidade-Estado, e que viam o Conselho Anfíctiônico e o Conselho Comum como órgãos da dominação macedônica na Grécia. A situação nos Bálcãs não era nada segura, pois os odrísios e citas haviam sido derrotados muito recentemente e os tribalos ainda representavam uma ameaça. Porém, Filipe estava confiante no sucesso, no interesse do mundo grego e da Macedônia em particular.
Na batalha, o rei lutava como comandante da sua guarda de cavalaria ou da sua guarda de infantaria. Filipe foi ferido sete vezes em ação e deveu sua sobrevivência tanto à coragem de seus guarda-costas e pajens quanto à sua força física e sua armadura defensiva.

### O casamento de Filipe
A campanha planejada na Ásia arriscaria tanto sua vida quanto à de Alexandre, e o único outro filho sobrevivente, Arrideu, não era capaz de governar. Filipe não era o único a desejar que um de seus filhos o sucedesse, uma vez que os macedônicos acreditavam que o favor divino passava de pai para filho na casa real. Em 341 a.C., ele se casou com Meda, a filha de um rei dos getas. Nessa época, as quatro esposas dos primeiros anos, 358 a.C.-356 a.C., estavam passando ou já haviam passado da idade de ter filhos, e ele esperava, sem dúvida, que Meda lhe desse um filho varão. Em 339 a.C., ele pode ter se casado com uma princesa cita, cuja mão lhe fora oferecida pelo rei em Dobruja, Atéas. Foi provavelmente antes, em 337 a.C., que Filipe tomou em casamento não um membro de sua própria casa real nem uma princesa de outra casa real, mas uma jovem macedônica do povo, Cleópatra. Ela era tutelada de Átalo, um Guarda-Costas do rei; este fora escolhido para comandar a infantaria macedônica que estava prestes a invadir a Ásia. Esse casamento não estava na tradição macedônica, pois uma família do povo estava sendo introduzida no círculo real. Um escritor posterior, Sátiro, declarou que Filipe, já com mais de 40 anos, havia se apaixonado perdidamente pela jovem e fez aquele que provaria ser um casamento desastroso.
Quaisquer que fossem os motivos de Filipe, o casamento causou um rompimento entre ele e Olímpia e, mais ainda, entre ele e Alexandre. Os negócios da realeza eram na época, assim como agora, de enorme interesse para os escritores jornalísticos, para quem a divulgação de escândalos era mais importante do que transmitir notícias confiáveis. Sátiro era um desses escritores e escreveu uma "Vida de Filipe" em meados do século III a.C. De acordo com seu relato, do qual sobreviveu apenas um resumo em fontes secundárias, o banquete de casamento foi a cena do seguinte tumulto:
Quando Átalo foi fazer um brinde, proclamou para os convidados reunidos: "De agora em diante, aqueles que nascerem para ser nossos reis serão filhos legítimos e não bastardos". Ouvindo isso, Alexandre atirou sua caneca em Átalo e este atingiu Alexandre com sua taça. Filipe puxou a espada para matar seu filho; mas escorregou, caiu e entrou em letargia alcoólica. Alexandre, voltando-se para os presentes, disse: "Vejam, camaradas, eis aqui o homem que planeja atravessar da Europa para a Ásia. Ele caiu de cara no chão tentando pular de um divã para outro". Olímpia, já ultrajada porque Filipe estava trazendo uma moça após a outra para seu leito conjugal, atacou Filipe por tentar matar seu filho. Filipe respondeu divorciando-se dela com uma acusação de adultério. Alexandre ficou do lado de sua mãe. Foi com ela para Molóssia, onde ela persuadiu o jovem rei a armar uma invasão à Macedônia. Mas Filipe era esperto demais. Deu ao rei molosso a mão de sua própria filha em casamento. Alexandre permaneceu longe até que um coríntio da cidade, chamado Demarato, trouxe Filipe à razão e fez com que chamasse seu filho de volta. Olímpia, porém, permaneceu em Molóssia.
O ambiente da história é ateniense, não macedônico. A poligamia não existia em Atenas; assim, o fato de Filipe casar-se com Cleópatra significava que Olímpia era uma rejeitada e seu filho, um bastardo, e que todas as outras "esposas" seriam suas amantes ou simplesmente prostitutas. A ideia de que os molossos quisessem, ou mesmo pudessem, invadir a Macedônia em 337 a.C. era absurda. Essa colorida história pode sem dúvida ser rejeitada como ficção. Mas permanece o fato de que o casamento realmente causou um sério rompimento. Sabemos disso a partir de uma digressão na história de Arriano, cuja fonte foi Ptolomeu e/ou Aristóbulo, sendo ambos contemporâneos de Alexandre. O trecho é como segue:
" Quando Filipe ainda era rei, Hárpalo foi exilado porque era leal a Alexandre. Da mesma forma Ptolomeu, filho de Lago; Nearco, filho de Andrôtimo; Erígio, filho de Larico; e Laomedonte, seu irmão, foram exilados sob a mesma acusação, porque existiam suspeitas entre Filipe e Alexandre quando Filipe se casou com Eurídice e desonrou a mãe de Alexandre, Olímpia. Após a morte de Filipe, eles foram tirados do exílio em que haviam sido colocados por causa dele."
De que honra Olímpia havia sido privada? A resposta pode estar no fato de Filipe ter dado a Cleópatra o novo nome de "Eurídice", evidentemente na época do casamento. Eurídice era o nome da mãe de Filipe, que havia tido a mais alta honra e fora enterrada em um túmulo magnífico por volta de 340 a.C. Esses tributos haviam sido prestados a ela como rainha-mãe, que governava os alojamentos femininos no palácio. Após a morte dela, Olímpia evidentemente passou a ocupar sua posição como futura rainha-mãe do filho que Filipe estava promovendo à posição de representante e, dessa forma, à posição de sucessor no caso de sua morte. Mas chamar à sua nova esposa "Eurídice" era certamente derrubar Olímpia e colocar Cleópatra no lugar dela. O caso em si podia afetar apenas os alojamentos femininos, mas havia a implicação adicional de que "Eurídice" seria a futura rainha-mãe se desse um filho varão a Filipe e que esse filho ficaria no lugar de Alexandre como a preferência dele para a sucessão. É verdade que esse filho seria provavelmente menor de idade, a menos que Filipe morresse muito velho, mas Alexandre sabia que os macedônicos haviam eleito reis menores de idade em um passado recente — Orestes, Pérdicas e Amintas. Da mesma forma, os amigos próximos e contemporâneos de Alexandre perceberam que ele poderia ser superado e que suas chances de promoção ao serviço dele seriam prejudicadas. Alexandre e esses amigos provavelmente cometeram algum ato público de desafio para que Alexandre tenha perdido as boas graças do pai e para que os amigos tenham sido exilados e mantidos no exílio mesmo após a reconciliação de Filipe e Alexandre.
Uma história diferente sobre o rompimento entre pai e filho foi transmitida por Plutarco. Ela também termina com o exílio dos amigos de Alexandre, mas dessa vez não tem a ver com a desonra de Olímpia, como no relato de Arriano, mas com um casamento proposto entre Arrideu e a filha do sátrapa asiático. A conexão é, obviamente, falsa, pois a declaração de Arriano, por ser derivada de Ptolomeu e/ou de Aristóbulo, deve ser considerada verdadeira. O restante da história também é falso. Ela conta que Pixodaro, o sátrapa de Cária, no Império Aquemênida, queria casar sua filha com Arrideu, o filho meio idiota de Filipe; e que os amigos de Alexandre e Olímpia disseram a ele que por causa disso ele estava prestes a ser derrubado da sucessão; por isso enviou uma mensagem para Pixodaro afirmando que Arrideu era "um bastardo" e que o próprio Alexandre seria uma opção melhor. Quando Filipe soube disso, censurou Alexandre. Daí o rompimento e o exílio. Quando nos lembramos de que Pixodaro era um súdito persa, podemos ver que ele só teria agido em completo segredo e que uma aliança de casamento não teria valor para os fins de Filipe enquanto o Império Aquemênida estivesse intacto na Ásia.

## A campanha na Ásia
Quaisquer que fossem as ideias que Filipe tivesse sobre o eventual sucessor, necessitava de Alexandre no futuro imediato, seja como comandante da Cavalaria Acompanhante na campanha asiática ou como representante dele na Macedônia durante sua própria ausência para essa campanha.
Em 337 a.C., Alexandre passou algum tempo "entre os ilírios", ou seja, nas cortes dos reis clientes ilírios. Isso só seria possível com a aprovação de Filipe e uma escolta militar. Alexandre pode ter ido negociar com eles como forma preliminar à campanha no outono de 337 a.C. empreendida por Filipe contra Plêurias, um rei ilírio (provavelmente dos autariatas, na Bósnia). Em qualquer caso, podemos considerar que alguma forma de reconciliação entre Filipe e Alexandre, que de algum modo incluía Olímpia, ocorreu em algum ponto do ano de 337 a.C., porque nessa época Filipe encomendou estátuas criselefantinas (ouro e marfim) de seus pais, dele próprio, de Olímpia e de Alexandre para exibição pública no chamado Filipeum em Olímpia.
Em 336 a.C., o centro das atenções era a guerra na Ásia. As forças avançadas da Macedônia e da Comunidade Grega tiveram vitórias estrondosas sob o comando de Parmênio, Átalo e Amintas. Com uma frota de apoio eles libertaram as cidades gregas da costa oeste, tendo chegado até Éfeso, no sul, onde uma estátua de Filipe foi erguida no Templo de Ártemis. A Pérsia demorou para reagir.
A defesa da Ásia Menor foi confiada a Memnon, um comandante rodense dos mercenários gregos, mas não havia frota persa no mar Egeu para apoiá-lo. Agentes persas podem ter atingido o continente grego para comprar políticos antimacedônicos, como Demóstenes em Atenas. Mas os políticos não agiriam, a menos que a frota persa estivesse no controle do Mar Egeu. As forças principais comandadas por Filipe desembarcariam no outono e antecipou-se que, durante uma campanha de inverno. Filipe tornar-se-ia o senhor da Ásia Menor ocidental.
Enquanto as forças da Comunidade Grega se reuniam, Filipe decidiu fazer do festival de outubro em Aigai uma ocasião internacional, convidando os enviados das Cidades-Estados e os líderes de seus súditos balcânicos. Era nesse festival que se celebravam os casamentos na Macedônia. As cerimônias começaram com sacrifícios aos deuses, casamentos, que incluíram o de Cleópatra, filha de Filipe e Olímpia, com Alexandre, o rei molosso, e generosos banquetes patrocinados pelo estado.
Os convidados, de seu lado, presentearam Filipe com grinaldas de ouro, alguns como indivíduos e outros como delegados oficiais das Cidades-Estados gregas e, dentre elas, Atenas. O segundo dia deveria começar com uma procissão religiosa e com apresentações musicais e dramáticas no teatro logo abaixo do palácio. Por isso, antes do alvorecer, o teatro estava lotado com os principais macedônicos e os convidados oficiais do Estado Macedônico. A procissão foi uma estonteante exibição de riqueza. Foi encabeçada por estátuas ricamente adornadas dos 12 deuses olímpicos e uma estátua igualmente magnífica de Filipe "digna de um deus, já que o rei exibia a si mesmo entronado junto com os 12 deuses". Na crença macedônica, os reis descendiam de Zeus. Os mais distintos eram cultuados após a morte e exemplos posteriores mostram que, em casos extraordinários, "honras divinas" eram conferidas a um monarca reinante pelos macedônicos. A melhor explicação sobre a estátua de Filipe nessa ocasião é que essas "honras divinas" lhe haviam sido conferidas e que ele decidira mostrar sua elevação à divindade.

## O assassinato de Filipe
Após o término da procissão, alguns dos amigos de Filipe, encabeçados por Alexandre como sucessor escolhido e pelo outro Alexandre, rei de Molóssia, entraram pelo parados e tomaram seus assentos designados na fileira da frente. Vieram em seguida os guardas da infantaria, que se colocaram no canto da orquestra. Filipe entrou sozinho, usando um manto branco, e ficou no centro da orquestra, recebendo as aclamações dos espectadores. Os sete guarda-costas, que haviam entrado atrás dele, ficaram a alguma distância. Repentinamente, um deles, Pausânias de Oréstide, correu para a frente, apunhalou o rei e fugiu. Três guarda-costas correram para o lado do rei, três outros — chamados Leonato, Pérdicas e Atalo — correram atrás de Pausânias, que tropeçou e caiu. Eles o mataram com suas lanças.
O motivo pessoal de Pausânias logo foi estabelecido. Começara com um caso homossexual entre ele e um pajem real. Essas relações eram tão aceitáveis quanto as heterossexuais (de fato, frequentemente concorriam com elas), e faziam parte de uma tradição militar que naquela época, por exemplo, louvava os tebanos do batalhão sagrado como "casais de amantes". Quando o relacionamento terminou, Pausânias insultou o menino, que confidenciou a Átalo sua intenção de cometer suicídio, coisa que fez na batalha contra Plêurias, no verão de 337 a.C.. Átalo vingou o menino convidando Pausânias para jantar, embebedando-o e fazendo com que um grupo de homens abusasse sexualmente dele. Pausânias queixou-se a Filipe, que lhe deu presentes e uma promoção, mas não tomou qualquer medida contra Átalo. Para vingar-se, Pausânias assassinou Filipe. Embora os detalhes possam ser questionáveis, a substância está correta, pois Aristóteles, que naquela época estava na corte, escreveu que "Pausânias atacou Filipe porque este não fez nada ao saber que Pausânias havia sido violentado pelos homens de Átalo". Mas o motivo pessoal de Pausânias não excluía uma conspiração, da qual ele seria apenas uma peça.
Quando Filipe foi assassinado, suspeitaram tratar-se de uma conspiração, pois, ao tentar escapar, Pausânias não correu para um cavalo, mas "para os cavalos na entrada, que haviam sido preparados para a fuga". Esses cavalos deveriam ser para uso de mais de um assassino. Aparentemente, Pausânias agiu sozinho por impulso e esse outro assassino ou assassinos haviam sido frustrados. Quem seria a outra vítima, ou vítimas? Alexandre certamente teria sido uma delas. Pois, se Filipe e Alexandre, sentados um ao lado do outro, houvessem sido mortos, o reino seria lançado em completa confusão. As provas circunstanciais apontavam uma conspiração com esse projeto.
O julgamento dos suspeitos que foram identificados por Alexandre e seus ajudantes foi feito diante da Assembleia dos Macedônicos. Uma descrição fragmentária desses julgamentos sobreviveu em uma história helenística. Pode ser traduzido como segue: "Os que estavam com ele no teatro e aqueles que o ajudavam [ou seja, os macedônicos] foram absolvidos, e também aqueles ao redor do trono. X [provavelmente o homem morto], ele entregou aos macedônicos para ser punido, e eles o crucificaram. O corpo de Filipe, ele entregou aos cortesãos para ser enterrado."
"Ele" era Alexandre. Os cadáveres de Pausânias e de Filipe estavam ali durante o julgamento. Na parte precedente do texto, outros veredictos sem dúvida eram contados, pois sabemos, por outras fontes, que dois filhos de Aéropo foram executados "no túmulo" em que Filipe foi enterrado. Um terceiro filho de Aéropo, chamado Alexandre Lincestes, foi absolvido por intervenção de Alexandre. Os três filhos de Pausânias foram executados, de acordo com o costume macedônico.
A cerimônia do funeral após o julgamento foi uma ocasião militar. Os homens do rei desfilaram em armas e o cadáver do rei foi acompanhado por suas armas e suas armaduras. Uma grande pilha de madeira havia sido preparada. Ao lado dela, os cavalos para os quais Pausânias correra e os dois filhos de Aéropo foram mortos. Alguns dos arneses e as espadas dos dois homens, junto com a arma usada no assassinato, foram colocados na pista junto com o cadáver de Filipe e o de uma de suas viúvas. Após a cremação, os ossos do rei e da rainha foram colocados em cofres de ouro separados. A grande tumba ainda estava em construção, mas a câmara principal estava quase completa. A urna do rei, suas armas e armaduras e muitos outros objetos foram colocados na câmara principal, que foi em seguida fechada. Objetos que estavam na pira foram mais tarde recolhidos e colocados sob o telhado abobadado da câmara. A antecâmara, na qual a urna da rainha foi colocada, e a fachada, foram completadas com mais calma. O cadáver de Pausânias, crucificado em uma tábua, foi pendurado no alto da fachada como aviso às pessoas, e um belo afresco foi pintado sob a cornija. Quando tudo estava pronto, o cadáver de Pausânias foi queimado e o lugar em que ele fora pendurado foi purificado pelo fogo. Um grande túmulo de terra vermelha, trazida de outro lugar, foi erguido sobre a tumba, de forma que uma das extremidades do túmulo cobria a tumba de Amintas e a outra estava disponível para enterros posteriores. Os cadáveres dos filhos de Aéropo foram colocados na terra. Fizeram-se sacrifícios aos reis mortos, Amintas e Filipe, no santuário que ficava ao lado do túmulo.

## Representações na cultura
Filipe II, apesar de seu importante papel na história da Macedônia, é mais conhecido do grande público como o pai de Alexandre o Grande. Assim, ele foi retratado em dois filmes de grande sucesso:
- Alexander the Great (1956), onde o papel de Filipe II coube ao ator Fredric March.
- Alexander (2004), onde o papel de Filipe II coube ao ator Val Kilmer.